# Bactrocera rufescens
Bactrocera rufescens är en tvåvingeart som först beskrevs av May 1967.  Bactrocera rufescens ingår i släktet Bactrocera och familjen borrflugor. Inga underarter finns listade.